# The King's Daughter
The King's Daughter is een actie-avonturenfilm uit 2022 geregisseerd door Sean McNamara. De film werd geschreven door Barry Berman en James Schamus en is gebaseerd op de roman The Moon and the Sun van Vonda N. McIntyre. Hoofdrollen worden gespeeld door Pierce Brosnan, Kaya Scodelario en Benjamin Walker.

## Verhaal
Lodewijk XIV van Frankrijk wil onsterfelijkheid bereiken via een gevangengenomen zeemeermin. Zijn plan dreigt in duigen te vallen wanneer de ongekende, buitenechtelijke dochter Marie-Josèphe opduikt en het zeewezen wil redden.

## Rolverdeling
| Acteur           | Personage                  |
| ---------------- | -------------------------- |
| Pierce Brosnan   | Lodewijk XIV van Frankrijk |
| Kaya Scodelario  | Marie-Josèphe              |
| Benjamin Walker  | Yves De La Croix           |
| William Hurt     | François de la Chaise      |
| Rachel Griffiths | priorin                    |
| Fan Bingbing     | zeemeermin                 |
| Ben Lloyd-Hughes | Jean-Michel Lintillac      |
| Paul Ireland     | Benoit                     |
| Pablo Schreiber  | Dr. Labarthe               |
| Crystal Clarke   | Magali                     |